# Gertan Klauber
Gertan Klauber est un acteur britannique né le 5 mars 1932 en Tchécoslovaquie et décédé le 1er août 2008 à Londres en Angleterre.

## Filmographie

### Cinéma
- 1958 : La Bataille des V1 : Stefan
- 1959 : Don't Panic Chaps : Schmidt
- 1960 : Derrière le rideau : le réceptionniste
- 1960 : Les Mains d'Orlac : l'intendant de la fête forraine
- 1961 : Three on a Spree : Joe
- 1961 : Two Wives at One Wedding : Roger
- 1961 : The Kitchen : Gaston
- 1961 : The Pursuers : Bernstein
- 1964 : X3, agent secret : le technicien de l'usine de verre tchèque
- 1964 : Agent secret 00.0H contre docteur Crow
- 1964 : Arrête ton char Cléo : Marcus
- 1965 : Opération Crossbow : l'agent de sécurité
- 1965 : You Must Be Joking! : le conducteur de chariot élévateur
- 1965 : Dateline Diamonds : Meverhof
- 1965 : Risquons le gros coup : le laitier
- 1967 : M15 demande protection : l'homme à l'aéroport
- 1967 : Follow That Camel : l'Algérien
- 1967 : Infirmières en folie
- 1968 : Avant que vienne l'hiver : le major russe
- 1969 : Vendetta for the Saint : Renato
- 1970 : Lâchez les monstres : un douanier
- 1970 : Les Crocs de Satan : le tavernier
- 1970 : Les Hauts de Hurlevent
- 1971 : Carry on Henry : Bidet
- 1971 : Venom : Kurt
- 1972 : Le Joueur de flûte : le crieur de rue
- 1972 : Up the Front
- 1972 : Our Miss Fred : l'officier allemand
- 1972 : L'Île en folie : le vendeur de cartes postales
- 1974 : En voiture, Simone : le deuxième agent de la Gestapo
- 1974 : Precy's Progress : Pablo
- 1975 : Sept Hommes à l'aube : le conducteur de la Kubelwagen
- 1976 : Sherlock Holmes attaque l'Orient-Express : le pasha
- 1978 : Carry on Emmanuelle : le soldat allemand
- 1980 : Enquête sur une passion : l'ambulancier
- 1983 : Octopussy : Bubi
- 1984 : Top secret ! : le maire de Berlin
- 1987 : Tuer n'est pas jouer : le propriétaire du café de la fête forraine
- 1994 : Backbeat : Cinq Garçons dans le vent : Pimp

### Télévision
- 1955-1956 : The Adventures of Annabel : le serveur (2 épisodes)
- 1956 : Jésus de Nazareth : un bûcheron (3 épisodes)
- 1957 : Balance of Terror : un agent
- 1958 : Television World Theatre : Mishka et autres personnages (3 épisodes)
- 1958 : The Adventures of Ben Gunn : Black Dog (5 épisodes)
- 1960 : Interpol Calling : le serveur (1 épisode)
- 1961 : One Step Beyond : Porter (1 épisode)
- 1961 : Home Tonight : le marin polonais (5 épisodes)
- 1963 : Man of the World : Arturo (1 épisode)
- 1965 : Dixon of Dock Green : Bos'n Zeromsky (1 épisode)
- 1965 : Les Buddenbrook : Herman Hagenström (2 épisodes)
- 1965 Hereward the Wake : le chef cuisinier (1 épisode)
- 1965-1967 : Doctor Who : Ola et Galley Master (5 épisodes)
- 1966 : Alias le Baron : l'agent de sécurité (2 épisodes)
- 1966 : Destination Danger : Hencke (1 épisode)
- 1967 : Verräter : Jack le barman (1 épisode)
- 1967-1969 : Le Saint : Renato et le barman (2 épisodes)
- 1968 : Sherlock Holmes : l'homme gros (1 épisode)
- 1968 : Resurrection : Baklashov (2 épisodes)
- 1969 : Chapeau melon et bottes de cuir : Kruger (1 épisode)
- 1969 : Département S : Antonio Mardi (1 épisode)
- 1972 : Spy Trap : l'ambassadeur (4 épisodes)
- 1973 : Poigne de fer et séduction : Gromeld (1 épisode)
- 1973-1974 : Colditz : le présentateur radio allemand et le caporal Henneberg (2 épisodes)
- 1974 : Maîtres et Valets : Albert Schoenfeld (1 épisode)
- 1975 : Regan : Emilio (1 épisode)
- 1977 : Poldark : Tom Harry (4 épisodes)
- 1978 : Le Club des cinq : Brian (1 épisode)
- 1979 : Room Service : Gustav (6 épisodes)
- 1979 : Heartland : Gibbon (1 épisode)
- 1980 : Les Professionnels : Helmut Brenick (1 épisode)
- 1984 : The Cold Room de James Dearden
- 1984 : The First Olympics: Athens 1896 : membre de l'équipage du Fulda
- 1988 : Inspecteur Wexford : Bernard (2 épisodes)
- 1988 : Jack l'Éventreur : Diemschutz (2 épisodes)
- 1989 : Inspecteur Morse : l'Allemand (1 épisode)
- 1990 : The Bill : Roadsweeper (1 épisode)
- 1990 : House of Cards : Blackhead (1 épisode)
- 1991 : Sherlock Holmes et la Diva (Sherlock Holmes and the Leading Lady) : le portier de la boîte de nuit
- 1994 : Good King Wenceslas : Kalousek
- 1995 : Les Aventures du jeune Indiana Jones : Maurice
- 1997 : Le Club des cinq : M. Slither (2 épisodes)
- 2003 : Red Cap : Turgut Ata (1 épisode)